# Remigijus Valiulis
Remigijus Valiulis (Šilutė, 1958. szeptember 20. – 2023. július 19.) olimpiai bajnok szovjet-litván atléta, rövidtávfutó.

## Pályafutása
1979-ben lett a szovjet atlétikai válogatott tagja, mikor a szovjet bajnokságon 400 méteres síkfutásban második lett, majd az 1979-es mexikóvárosi universiadén 45,73-as új szovjet csúcsot futott az elődöntőben és végül hatodik helyen végzett. Az 1980-as sindelfingeni fedett pályás Európa-bajnokságon 400 méteren bronzérmet szerzett. Az 1980-as moszkvai olimpián a 4 × 400 m váltó tagjaként olimpia bajnok lett Mihail Lingével, Nyikolaj Csernyeckijjel, Viktor Markinnal és Viktor Burakovval. 1975 és 1983 között nyolc litván bajnoki címet nyert.
Az aktív sportolás befejezése után atlétikai edzőként dolgozott Vilniusban, majd 1995-ben saját autókereskedést nyitott.
Egyéni legjobbja: 400 m – 45,4 (1980).

## Sikerei, díjai
- Olimpiai játékok – 4 × 400 m váltó
  - aranyérmes: 1980, Moszkva
- Fedett pályás Európa-bajnokság – 400 m
  - bronzérmes: 1980, Sindelfingen
- Szovjet bajnokság – 400 m
  - 2.: 1979